# Francesc Abós
Francesc Abós (geboren 1977 in Los Angeles) ist ein spanischer Tänzer und Choreograf.

## Leben
Abós absolvierte seine Tanzausbildung in Barcelona und danach mit Stipendien am Ballettzentrum Hamburg von John Neumeier und an der Nationalen Ballettakademie Amsterdam. Auch nahm er ab 1997 Unterricht in Schauspiel und Gesang am Institut del Teatre in Barcelona. Er wurde an das Het Nationale Ballet in Amsterdam engagiert und tanzte dort unter anderem in Schwanensee und Romeo und Julia in Choreografien von Rudi van Dantzig. 
Ab 1997 spielte er in zahlreichen Musicalproduktionen, die von namhaften Choreografen erarbeitet wurden – darunter Kim Duddy (Fame), Dennis Callahan (Tanz der Vampire, The Wild Party), Anthony van Laast (Die drei Musketiere), Ramón Oller Martínez (Grease) und Richard Wherlock (West Side Story).
Seit 2007 ist Francesc Abós ausschließlich als Choreograf tätig. In Spanien ist er gefragter Choreograf für Musical, Varieté und Fernsehshows, auch für Hochzeiten hat er schon choreografiert. Auch fungierte er als Dance Supervisor für das Musical Chicago am Teatro Coliseum in Madrid. Er choreografierte regelmäßig für den  House-DJ und Musikproduzenten David Guetta sowie zuletzt für die Sängerin Michelle Williams des R&B-Trios Destiny’s Child.
Weiters erarbeitete er die Choreographien für Zellers Vogelhändler in Gelsenkirchen, sowie für die Musicals Candide und Grease in Madrid, für Monty Python’s Spamalot und Forever Young in Barcelona. Gemeinsam mit dem Regisseur Henry Mason erarbeitete er 2010 am Theater der Jugend in Wien die Produktion Just So, 2013 bei den Salzburger Festspielen Shakespeares Sommernachtstraum und 2014 an der Wiener Volksoper das Musical The Wizard of Oz.